# Näs naturreservat

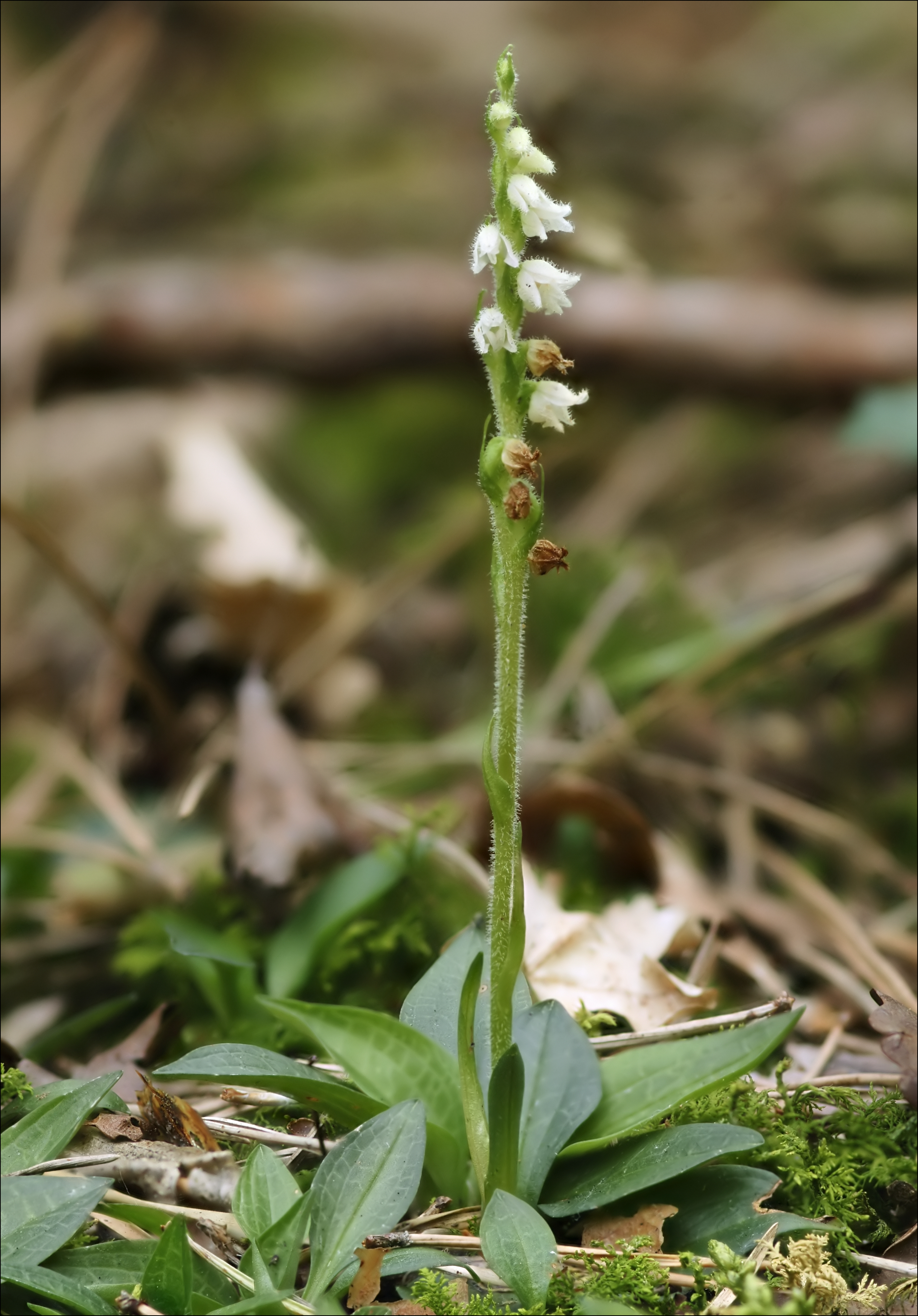
Knärot

Näs är ett naturreservat i Myckleby socken i Orusts kommun i Bohuslän.
Reservatet är skyddat sedan 1991 och är 5 hektar stort. Det är beläget på östra delen av Orust och består av gran- och tallskog. Skogen som även innehåller en del björk har stått orörd sedan lång tid. Orkidén knärot växer i området. Sjön Grindsbyvattnet ligger strax öster om naturreservatet. 
I den norra delen finns en ansenlig hägerkoloni.
Området förvaltas av Västkuststiftelsen.